# André Galland
Pour les articles homonymes, voir Galland.
André Galland, né le 27 juillet 1886 à Sedan dans les Ardennes et mort le 12 septembre 1965 à Paris (9e arrondissement), est un dessinateur et illustrateur français, fait chevalier de la Légion d'honneur en 1933, en reconnaissance d'une œuvre ayant influé sur son époque.
Artiste éclectique, il a aussi créé des faïences, des affiches et des lithographies.

## Formation
Il effectue des études aux Beaux-Arts de Paris, et aux Arts décoratifs. Il a fait ses premières armes de dessinateur avec Paul Renouard, qui est un de ses mentors. Quelques années plus tard, il en devient l’élève aux Arts décoratifs. Il a appris à utiliser une méthode originale de dessin, dite « des points d'os », qui aide les reporters utilisant le crayon à enregistrer et rendre dans un dessin une scène animée, avant que l'usage de la photographie ne leur fasse concurrence. Galland se définissait d'ailleurs comme « croquiste reporter ».

## Avant la grande guerre
Dès 1904, il illustre des livres pour la jeunesse, notamment pour les éditions Offenstadt. Avant 1914, il réalise des fascicules de romans populaires et des illustrations, grâce à Charles Clérice qui ayant besoin d’un aide le prend à ses côtés. Il participe à la réalisation de la bande dessinée L’Espiègle Lili dans la revue Fillette, en 1916, une série en bande dessinée, avec des blocs de texte denses en dessous des images. Il alterne avec André Vallet sur ce titre, mais les planches n'étant pas signées il est encore difficile d'attribuer certaines à l'un ou l'autre des deux illustrateurs. Il participe ainsi à la création des personnages Ninette et Clolo, avec Joseph Valle. Il contribue également à deux autres revues pour enfants, L'Épatant et L'Intrépide.
Il travaille aussi pour d'autres journaux, comme illustrateur ou dessinateur, tels que Le Dimanche illustré, Les Belles Images, Le Petit Journal, Le Journal, Le Matin ou encore Le Charivari.

## L'entre-deux-guerres
Dessinateur dans la presse et pour les publicitaires, humoriste, André Galland exerce son activité dans de nombreux domaines. Il réalise des affiches pour un parti politique  de droite, le Centre de propagande des républicains nationaux, mais aussi des affiches publicitaires, comme pour la Loterie nationale, la SNCF ou le chocolat Vinet. À partir de 1919, il travaille pour le magazine L’Illustration. Il est aussi un concepteur prolifique de faïences pour la manufacture Henriot à Quimper.
Lorsque les progrès de la photographie retirent aux dessinateurs-reporters leur gagne-pain, il continue à exercer comme dessinateur durant les audiences judiciaires, notamment dans les colonnes de L'Illustration. Il conserve, par goût, ces interventions dans le reportage judiciaire. Il se passionne pour les grands procès et crayonne des centaines de croquis d'audience. Certains de ces « clichés » passent aussi à la une du Parisien. 
En 1933, il est fait chevalier de la Légion d'honneur.

## Le gouvernement de Vichy
Durant la Seconde Guerre mondiale, tout en continuant à travailler pour L’Illustration (jusqu'à la fermeture de ce périodique en août 1944), il conçoit des affiches pour le gouvernement de Vichy.

## Après la Libération
Après la Libération, il participe à des journaux, comme La Résistance, La Voix de Paris, Le Carrefour et Le Détective. Il couvre les grands procès de l'après-guerre (le procès de Nuremberg, le procès du maréchal Pétain, le procès de Pierre Laval, par exemple) pour des journaux et fournit des croquis d'audience pour la télévision,. Il retourne à la bande dessinée et réalise quelque 200 histoires, dont Vidocq le malfaiteur (sur un scénario de Georges Cheylard) et Rocambole.
Cofondateur de l’Union des Artistes Dessinateurs Français en 1947, il en reste directeur jusqu'à sa mort, près de vingt ans plus tard. Cette même année 1947, il illustre le roman d'Henri Suquet, On a volé le 2 de la rue, pour les éditions de Marly.
Il illustre d'autres romans, dans les années 1950, pour l'agence Paris Graphics, notamment ceux de Jules Verne, Erckmann-Chatrian, Marcel Souzy, Pierre Lorme, René Bazin, Georges Simenon, Fenimore Cooper, Henry Bordeaux, Paluel-Marmont, François Laraz, Claire Mars, Paul d’Ivoi, Georges Courteline, Roger Régis, ou encore les Contes des mille et une nuits, ainsi que des ouvrages scolaires.
Il crée des bandes dessinées telles que Pic et Nic (Sélections le Corsaire, éditions SAETL), Panique au Ranch (collection Bison de Lucien Dejoie) ou Zar'O (chez  Claire-Jeunesse). Il participe aussi à la revue Le Journal de Tintin avec Le Fils du maître de poste et Arnould le croisé, et à la revue Ima. En 1950, il prend la succession d'une bande dessinée de Giffey, Marco, gars du voyage dans L'Intrépide, 2e série. Enfin, il anime  L'Aigle blanc dans Aventure Films (1954 à 1957).
En 1954, à la suite du procès de Gaston Dominici, qui provoque une venue massive de photographes, du monde entier, dans la salle du tribunal, l’article 38 ter de la loi du 29 juillet 1881 sur la liberté de la presse est modifier pour interdire  « tout appareil permettant d’enregistrer, de fixer ou de transmettre la parole ou l’image est interdit ». Cette réforme provoque le retour des croquistes dans les audiences judiciaires importantes en France, mais André Gallland s'est retiré de cette activité, et s'il est encore actif dans la bande dessinée, il se prépare à la retraite.
Il meurt en 1965.